# Повітряні сили Греції
Пові́тряні си́ли Гре́ції (грец. Ελληνική Πολεμική Αεροπορία) — один з видів збройних сил Грецької Республіки.
Рішення про створення грецької військової авіації було прийнято урядом країни в 1911 році. ВПС Греції брали участь у ряді військових конфліктів і в 1930 році у були виділені в самостійний вид збройних сил. Під час німецького вторгнення в 1941 році військово-повітряні сили були повністю знищені. Пізніше кілька грецьких ескадрилей були сформовані і боролися під британським командуванням.
Після ліквідації монархії в 1974 році Королівські ВПС Греції отримали сучасну назву.

## Техніка та озброєння
| Модель літака/Тип     | Фото          | Країна походження | Призначення               | Варіації                  | Кількість     | Примітки                                       |
| Бойові літаки         | Бойові літаки | Бойові літаки     | Бойові літаки             | Бойові літаки             | Бойові літаки | Бойові літаки                                  |
| --------------------- | ------------- | ----------------- | ------------------------- | ------------------------- | ------------- | ---------------------------------------------- |
| F-4 Phantom II        |               | США               | винищувач-бомбардувальник | F-4E                      | 33            |                                                |
| F-16                  |               | США               | винищувач                 | F16C F16D                 | 153 39        |                                                |
| F-35                  |               | США               | винищувач                 | F-35 Joint Strike Fighter | 40            | США погодили продаж Греції 40 винищувачів F-35 |
| Dassault Mirage 2000  |               | Франція           | винищувач                 | Mirage 2000-5 Mark II     | 24            | Буде продано Індії                             |
| Dassault Rafale       |               | Франція           | винищувач                 |                           | 24            |                                                |
| Допоміжні літаки      |               |                   |                           |                           |               |                                                |
| C-130H/B «Геркулес»   |               | США               |                           |                           |               |                                                |
| C-27J «Спартан»       |               | Італія            |                           |                           |               |                                                |
| EMB-145 AEW&C         |               | Бразилія          |                           |                           |               |                                                |
| EMB-135               |               | Бразилія          |                           |                           |               |                                                |
| Галфстрім V           |               | США               |                           |                           |               |                                                |
| Do-28                 |               | Німеччина         |                           |                           |               |                                                |
| C-47D «Скайтрейн»     |               | США               |                           |                           |               |                                                |
| Патрульні літаки      |               |                   |                           |                           |               |                                                |
| P-3B «Оріон»          |               | США               |                           |                           |               |                                                |
| Літаки пожежогасіння  |               |                   |                           |                           |               |                                                |
|                       |               |                   |                           |                           |               |                                                |
|                       |               |                   |                           |                           |               |                                                |
|                       |               |                   |                           |                           |               |                                                |
|                       |               |                   |                           |                           |               |                                                |
| Навчальні літаки      |               |                   |                           |                           |               |                                                |
| T-41D                 |               | США               |                           |                           |               |                                                |
| T-6A «Тексан» II      |               | США               |                           |                           |               |                                                |
| T-2E «Бакай»          |               | США               |                           |                           |               |                                                |
| Гелікоптери           |               |                   |                           |                           |               |                                                |
| AS-332C1 «Супер Пума» |               | Франція           |                           |                           |               |                                                |
| AB-205                |               | Італія            |                           |                           |               |                                                |
| Bell 212              |               | США               |                           |                           |               |                                                |
| A109 «Хірундо»        |               | Італія            |                           |                           |               |                                                |
| Bell 47               |               | США               |                           |                           |               |                                                |
| Системи ППО           |               |                   |                           |                           |               |                                                |
|                       |               |                   |                           |                           |               |                                                |
|                       |               |                   |                           |                           |               |                                                |
|                       |               |                   |                           |                           |               |                                                |
|                       |               |                   |                           |                           |               |                                                |
|                       |               |                   |                           |                           |               |                                                |
|                       |               |                   |                           |                           |               |                                                |
|                       |               |                   |                           |                           |               |                                                |
|                       |               |                   |                           |                           |               |                                                |

## Розпізнавальні знаки

Розпізнавальний знак ВПС Греції
Знак на кіль

## Галерея

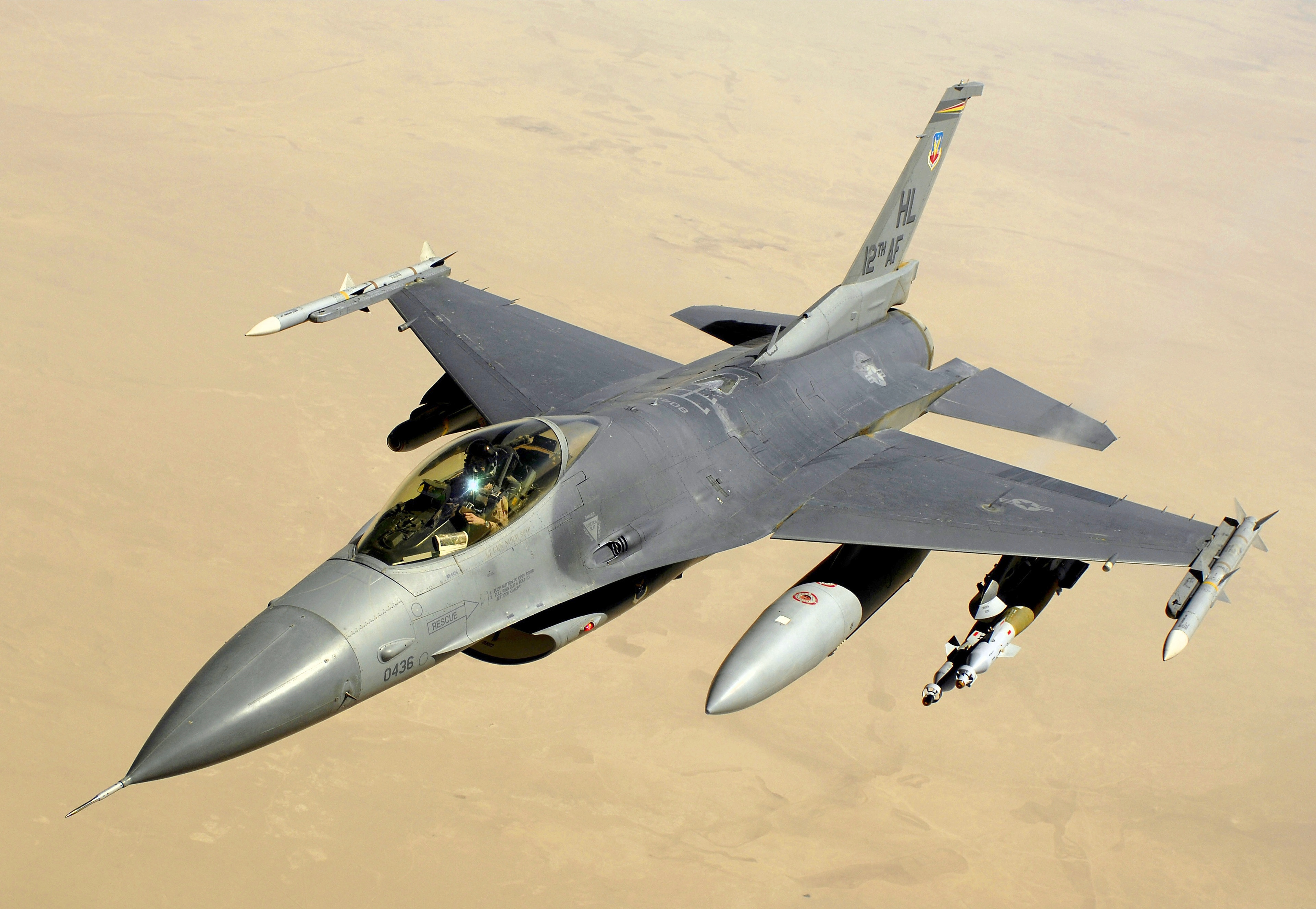
F-16 Fighting Falcon
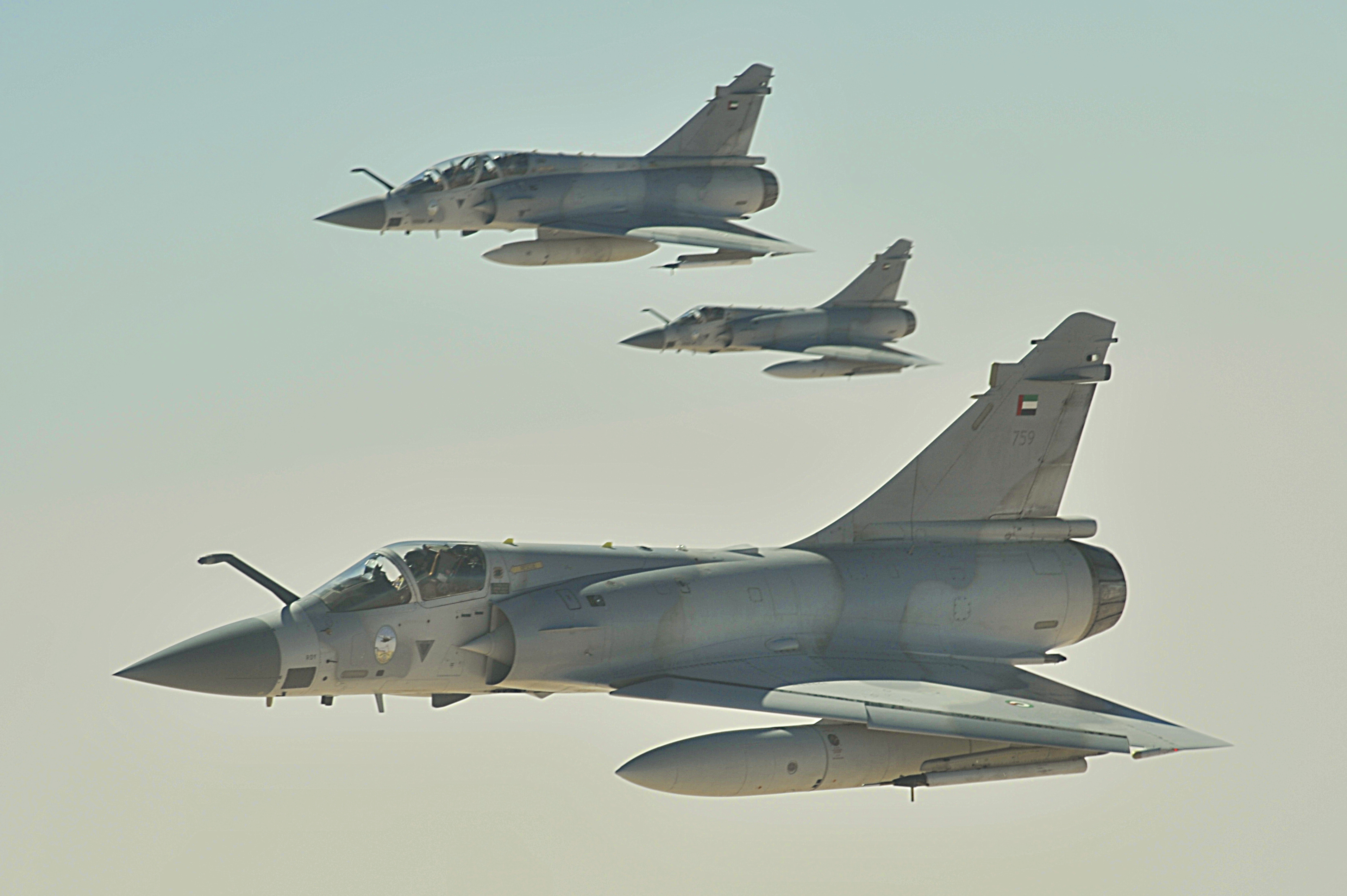
Міраж-2000
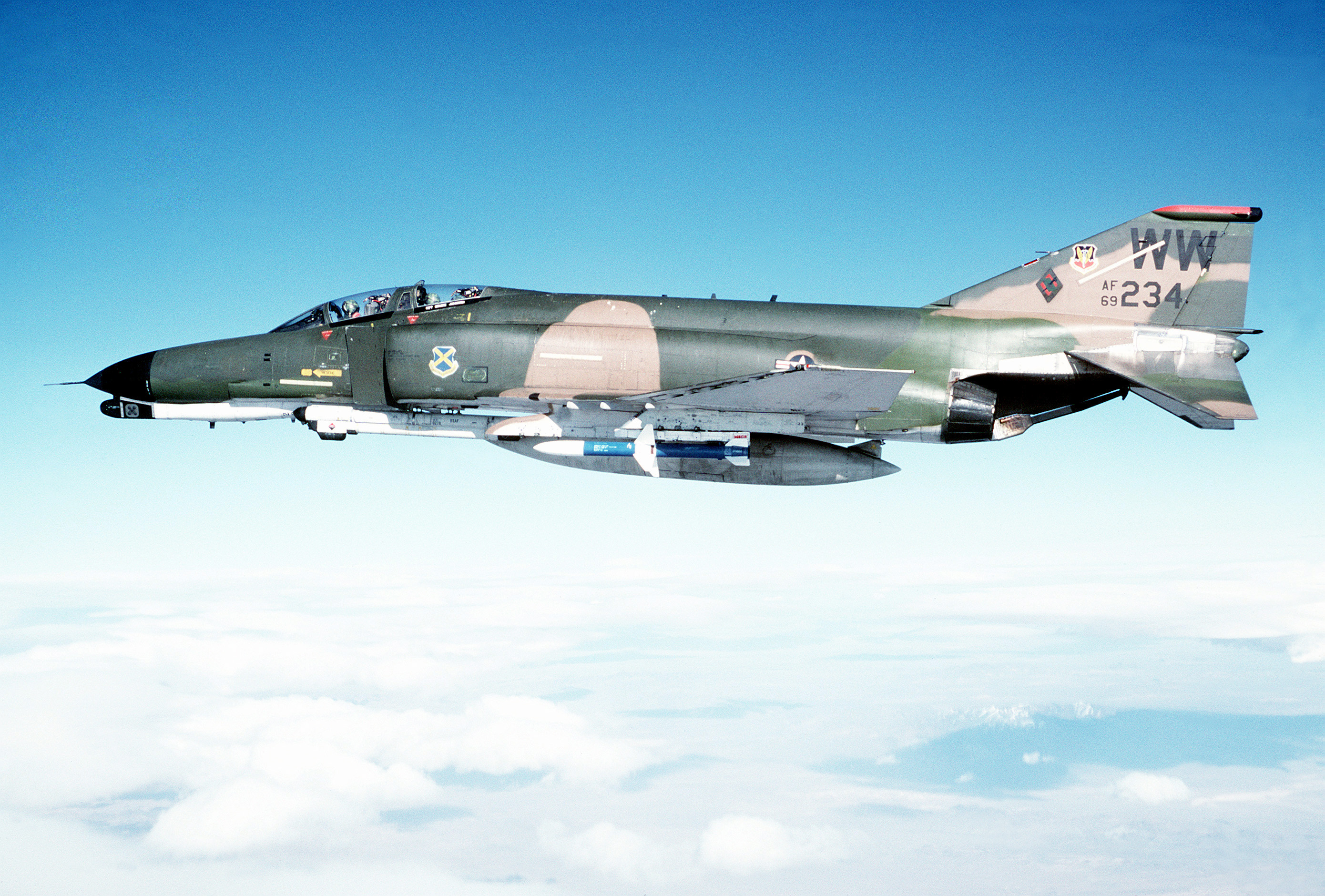
F-4 Phantom II
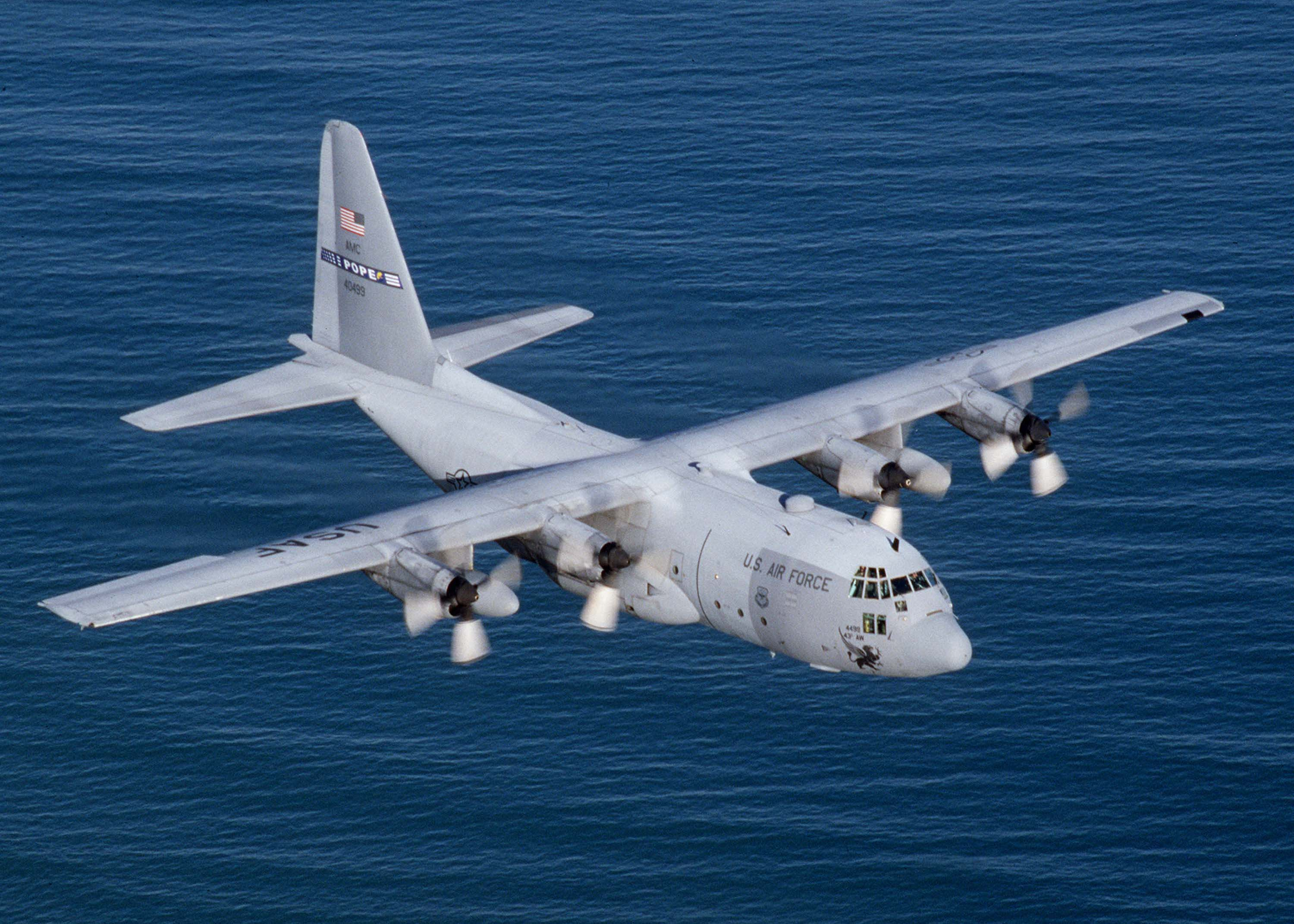
C-130H/B «Геркулес»
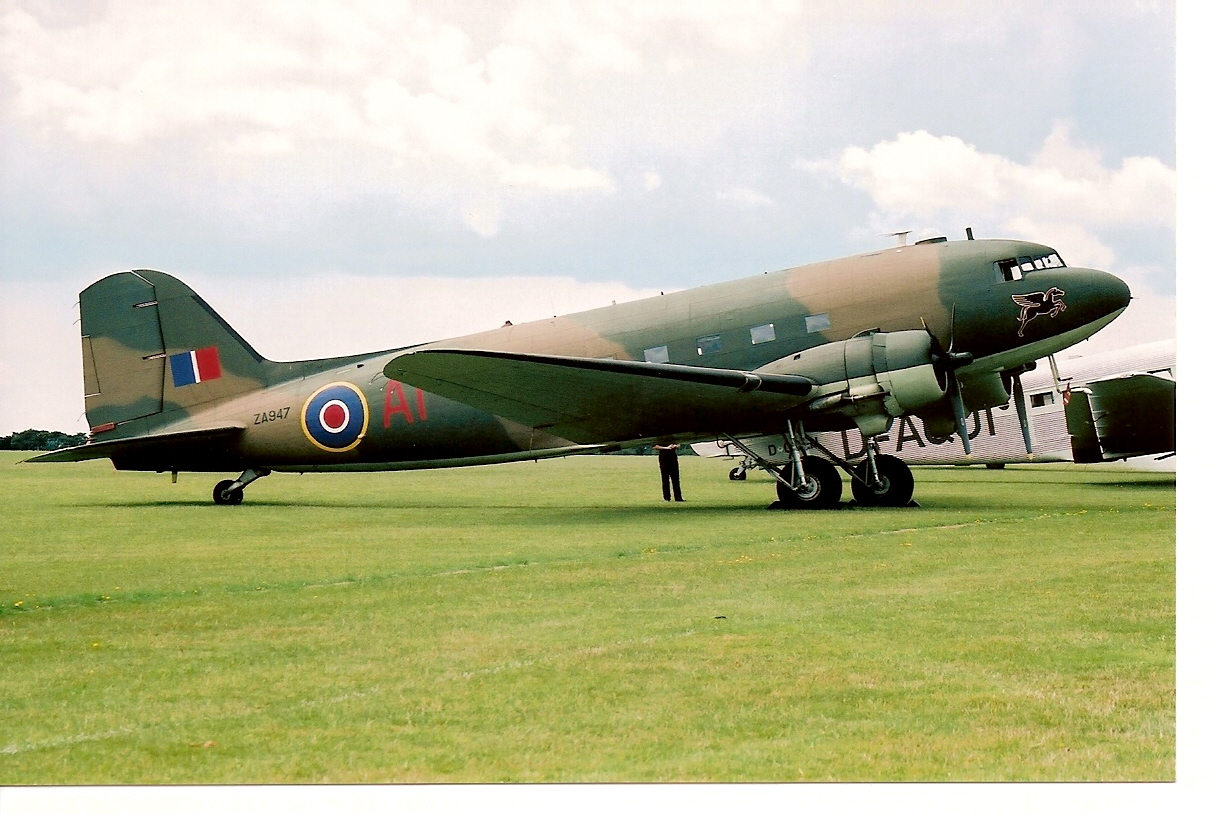
С-47 «Скайтрейн»

## Знаки відмінності

### Генерали та офіцери
| Категорії               | Генерали          | Генерали          | Генерали      | Генерали          | Старші офіцери | Старші офіцери | Старші офіцери | Молодші офіцери | Молодші офіцери   | Молодші офіцери |
| ----------------------- | ----------------- | ----------------- | ------------- | ----------------- | -------------- | -------------- | -------------- | --------------- | ----------------- | --------------- |
|                         |                   |                   |               |                   |                |                |                |                 |                   |                 |
| Грецьке звання          | Πτέραρχος         | Αντιπτέραρχος     | Υποπτέραρχος  | Ταξίαρχος         | Σμήναρχος      | Αντισμήναρχος  | Επισμηναγός    | Σμηναγός        | Υποσμηναγός       | Ανθυποσμηναγός  |
| Транслітерація          |                   |                   |               |                   |                |                |                |                 |                   |                 |
| Український відповідник | Генерал-полковник | Генерал-лейтенант | Генерал-майор | бригадний генерал | Полковник      | Підполковник   | Майор          | Капітан         | Старший лейтенант | Лейтенант       |

### Підофіцери і рядові
| Категорії               | Підофіцери         | Сержанти і старшини | Сержанти і старшини | Сержанти і старшини | Сержанти і старшини | Сержанти і старшини | Сержанти і старшини | Сержанти і старшини | Солдати          | Солдати  | Солдати  |
| ----------------------- | ------------------ | ------------------- | ------------------- | ------------------- | ------------------- | ------------------- | ------------------- | ------------------- | ---------------- | -------- | -------- |
|                         |                    |                     |                     |                     |                     |                     |                     |                     |                  |          | немає    |
| Грецьке звання          | Ανθυπασπιστής      | Αρχισμηνίας         | Αρχισμηνίας         | Επισμηνίας          | Επισμηνίας          | Σμηνίας             | Σμηνίας             | Κληρωτός Σμηνίας    | Υποσμηνίας       | Σμηνίτης | Σμηνίτης |
| Транслітерація          |                    |                     |                     |                     |                     |                     |                     |                     |                  |          |          |
| Український відповідник | Молодший лейтенант | старшина            | старшина            | старший сержант     | старший сержант     | сержант             | сержант             | сержант             | молодший сержант | солдат   | солдат   |